# كييتا ماكيأوتشي
كييتا ماكيأوتشي (باليابانية: 牧内 慶太) (24 يوليو 1990 في كاغوشيما في اليابان – )؛ هو لاعب كرة قدم ياباني سابق كان يلعب كلاعب وسط.

## وصلات خارجية
- كييتا ماكيأوتشي على موقع رابطة كرة القدم اليابانية للمحترفين (اليابانية)